# Podpis niekwalifikowany
Podpis niekwalifikowany (powszechny) – handlowa nazwa podpisu elektronicznego służącego do sygnowania różnych dokumentów mniejszego znaczenia niż podpis kwalifikowany.
Pojęcie podpisu niekwalifikowanego nie występuje w ustawie z dnia 5 września 2016 r. o usługach zaufania oraz identyfikacji elektronicznej, jest to więc potoczna nazwa każdego podpisu elektronicznego innego niż kwalifikowany. Na rynku polskim pod tą nazwą (niekwalifikowany, powszechny, komercyjny) sprzedawane są certyfikaty  poświadczające tożsamość osób zgodnie z ogólnymi profilami X.509 i na podstawie uproszczonej weryfikacji tożsamości (np. drogą pocztową lub faksem).
Podpis elektroniczny weryfikowany poprzez certyfikat niekwalifikowany wywołuje skutki prawne równoważne podpisowi odręcznemu tylko wtedy, jeśli obie strony zawrą wcześniej umowę. W takiej umowie powinny się znaleźć zapisy o wzajemnym uznaniu podpisów weryfikowanych certyfikatem niekwalifikowanym. Równocześnie jednak do 6 października 2016 r. — jak każdy podpis elektroniczny — wywoływał skutki prawne, choć ocena tych skutków wynikała z ewentualnej oceny sądu.